# Суданский университет науки и технологий
Суданский университет науки и технологий (араб. جامعة السودان للعلوم والتكنولوجيا, SUST) — высшее государственное учебное заведение в городе Хартум, Судан. Один из главных государственных университетов страны. Занимает второе место после Хартумского университета.
Входит в состав Федерации университетов исламского мира (Federation of the Universities of the Islamic World (FUIW)). Занимает высокие позиции в международном рейтинге лучших университетов QS, находится на 1410 позиции в мире.

## История
Суданский университет науки и технологий возник на базе Хартумского политехнического института в 1990 году, который в свою очередь был создан в 1959 году на основе Хартумской технической и коммерческой школы (1902), затем хартумской школы радиологии (1932) и школы дизайна (1946).

## Структура
В составе университета имеются факультеты и школы:
- Инженерный
- технологий и гуманитарного развития
- бизнес-исследований
- сельскохозяйственных исследований
- образования
- науки
- ветеринарной медицины и животноводства
- изящных и прикладных искусств
- компьютерных наук и информационных технологий
- лингвистики
- медицинских наук
- музыки и драматического искусства
- лесного хозяйства и земледелия
- медицинской радиологии
- физического воспитания
- гидротехники и технологий
- нефтяной инженерии и технологий
- коммуникаций
- последипломного образования

Кампусы университета расположены как в самом Хартуме, так и в Северном Хартуме. Главный кампус расположен, в так называемом районе Аль-Мугран, в Хартуме, в месте слияния Белого Нила и Голубого Нила.